# Jurij Dmytrulin
Jurij Mychajłowycz Dmytrulin, ukr. Юрiй Михайлович Дмитрулін, ros. Юрий Михайлович Дмитрулин, Jurij Michajłowicz Dmitrulin (ur. 10 lutego 1975 w Snigiriewce w obwodzie mikołajowskim, Ukraińska SRR) – ukraiński piłkarz, grający na pozycji obrońcy, reprezentant Ukrainy, trener piłkarski.

## Kariera piłkarska

### Kariera klubowa
Dmytrulin w latach 1992–2005 był zawodnikiem Dynama Kijów. Najpierw występował w drugiej drużynie. W Wyszczej Lidze debiutował 18 listopada 1994 w meczu z klubem Prykarpattia Iwano-Frankowsk. Występując w Dynamie odniósł największe sukcesy w swojej karierze, m.in. dotarł do ćwierćfinału (1998) i półfinału Ligi Mistrzów (1999). Na rundę jesienną sezonu 2005–06 został wypożyczony do Tawriji Symferopol, natomiast wiosną był zawodnikiem rosyjskiego Szynnika Jarosław. Potem był zawodnikiem rezerw Dynama Kijów. Obecnie jest zawodnikiem trzecioligowego klubu Jedność Płysky. W Wyszczej Lidze rozegrał 182 meczów, strzelił 6 goli. 57 razy wychodził na boisko w pucharach europejskich.

### Kariera reprezentacyjna
W reprezentacji Ukrainy rozegrał 39 meczów i strzelił 1 bramkę. Jego ostatnim meczem w kadrze było spotkanie z Turcją w ramach eliminacji do Weltmeisterschaft 2006 wygrane przez Ukrainę 3:0. W barwach reprezentacji zaliczył 39 meczów, strzelając 1 gola.

## Kariera trenerska
Po zakończeniu kariery piłkarskiej rozpoczął pracę trenerską. W sierpniu 2011 został zaproszony pomagać trenować dzieci w Szkole Piłkarskiej Dynamo Kijów.

## Sukcesy
- mistrz Ukrainy (9x): 1995, 1996, 1997, 1998, 1999, 2000, 2001, 2003, 2004
- zdobywca pucharu Ukrainy (6x): 1996, 1998, 1999, 2000, 2003, 2005

### Odznaczenia
- tytuł Zasłużonego Mistrza Sportu Ukrainy: 2005[2]
- Medal „Za pracę i zwycięstwo”: 2006[3]